# Llimiana
Llimiana es un municipio español de la provincia de Lérida, en la comunidad autónoma de Cataluña. Se sitúa en el sur de la comarca del Pallars Jussá y limita con la comarca de la Noguera.
El pueblo de Llimiana se encuentra en la cima de un peñasco rocoso, a una altitud de 790 metros sobre el nivel del mar, con vistas a la sierra del Montsec y a la Cuenca de Tremp. Apartado del pueblo, pero dentro de su término municipal, se sitúa el enclave de Els Obacs de Llimiana, de 3,52 km². 
El municipio moderno de Llimiana fue creado a partir del desarrollo de las disposiciones de la Constitución de Cádiz, de 1812. Desde entonces, el término municipal de Llimiana no ha sufrido ningún cambio. Es uno de los pocos de la comarca que no sufrió modificaciones en la década de 1970: ni se agrupó a otro municipio, ni se le añadieron otros municipios.

## Historia
Los primeros restos arqueológicos de habitantes dentro del término municipal de Llimiana están en la Cova dels Muricecs (Cueva de los Murciélagos), donde se han encontrado diferentes asentamientos que van desde el Neolítico hasta la Edad de Bronce.
Es muy probable que el pueblo se formara a partir de un poblado ibérico, si nos atenemos a los hallazgos de esta cultura dentro de la sierra del Montsec. 
En la Edad Media, Llimiana fue frontera entre el mundo feudal y el mundo islámico. Por ello, y debido a su situación geográfica en la cima de un peñasco rocoso, que permite dominar la cuenca de Tremp, se construyó un castillo, documentado en el siglo X. Actualmente, solo quedan restos del castillo en la toponimia. Junto con el castillo, Llimiana se rodeaba de una muralla, que convertía el pueblo en inaccesible y que, en buena parte, aún se conserva. 
El edificio más emblemático de Llimiana es su iglesia parroquial románica, Santa María de Llimiana, de finales del siglo XI. Su magnitud (se trata de la iglesia románica con los mayores ábsides de Cataluña) da una idea de la importancia del pueblo durante la Edad Media. La iglesia está dedicada a la Madre de Dios de la Cinta, patrona de Llimiana. Las guerras, las reformas y el desconocimiento han destruido el patrimonio románico que contenía: un Cristo románico, decoraciones y pinturas.
Llimiana obtuvo muy pronto el título de villa, e incluso es llamada ciudad en documentos en latín tardío o bajo-medieval, como en Civitate Limignane (año 982). Uno de los derechos ligados al de villa, en este caso, era el de hacer leña en el Montsec, privilegio que ya consta en el siglo XII.
En el censo de 1359, y dentro de la Veguería de Pallars, Llimiana aparece con 7 fuegos (unos 35 habitantes) pertenecientes a Santa María de Liniana y al Hospital, que era del marqués de Caramasa, y 8 fuegos más (40 habitantes), del Bord de Pallars, en término de Liniana. En 1553 aparecen 45 fuegos en el Fogatge de ese año.
Pascual Madoz, o alguno de sus colaboradores, en su visita anterior a 1845 recoge la información de que "la villa está arriba de un peñasco ventilado a todos los vientos y de clima frío y propenso a las afecciones de pecho", que justifica por las "excesivas fatigas de sus habitantes en los trabajos del campo". Reporta 121 edificios, casi todos de mala construcción, casa consistorial y cárcel, todo distribuido en una plaza y diversas calles, todas empedradas, estrechas e irregulares. Dice que hay una escuela de primeras letras, donde acuden unos 50 o 60 niños, y una dotación para el maestro de 2.666 reales y 13 mensualidades. 93 vecinos (cabezas de familia) y 556 ánimas (habitantes) formaban la población en ese momento.
El máximo demográfico de Llimiana data de 1860 con 816 habitantes, contabilizando todo el municipio. 
Actualmente, en el pueblo y los núcleos agregados, consta una población fija de unos 65 habitantes, a la que hay que añadir la de las segundas residencias. Este descenso de la población forma parte del éxodo que afectó a la comarca a lo largo de todo el siglo XX.

### Composición del Ayuntamiento

#### Alcaldes
- Pere Tohà (1894)
- Francesc Cabecerans Torm (1898)
- Antoni Cabecerans (1950)
- Josep Claverol i Nogués (19.4.1979 - 9.6.1987)
- Joan Cuñé i Novau (30.6.1987 - 27.5.1995)
- Joan Elies i Claret (17.6.1995 - 12.6.1999)
- Josep Lluís García i Ubis (5.7.1999 - 24.5.2003)
- Jaume Elies i Elies (14.6.2003 - 26.5.2007)
- Joan Elies i Claret (16.6.2007 - 2015)
- Josep Terré i Escolà (13.6.2015 - actualidad)

#### Regidores
Desde las primeras elecciones municipales democráticas de 1979, el Ayuntamiento de Llimiana ha tenido los siguientes regidores: Joan Aduà Malet, Antònia Alonso Torres, Isidre Batalla Jansat, Jordi Bergua Bons, Carles Bertran Codó, Juan Cabecerans Cuñé, Josep Caelles Vila, Josep Claret Boixadós, Josep Claverol Nogués, Josep Maria Codina Pérez, Joan Cuñé Novau, Manuel Delfa Garrido, Joan Elies Claret, Jaume Elies Elies, Rosa Forcada Mas, Josep Lluís García Ubis, Joan Martí Claverol, José Miranda Olsina, Joan Olsina Martí, María José Pérez Sierra, Rosa Piqué Piquer, Josep Ramoneda Fité, Josep Terré Escolà, Ramon Verdeny Caelles, Ramon Verdeny Gual y Antoni Vilana Codina.

## Geografía

### Núcleos de población
La villa de Llimiana es el principal núcleo de población, y el único compacto. Están reconocidas como entidades de población las agrupaciones de masías de Els Obacs de Llimiana y de los Masos de Llimiana, o el Mas de Solduga. Habría también que añadir el incipiente núcleo de la urbanización Montsec, situada al inicio de la carretera de acceso a Llimiana.

## Demografía
Cuenta con una población de 131 habitantes (INE 2024).
| Gráfica de evolución demográfica de Llimiana entre 1842 y 2021                                                        |
| |
| Población de derecho según los censos de población del INE. Población de hecho según los censos de población del INE. |

## Economía
Agricultura de secano (olivos, almendros y viñas).
Pascual Madoz documentó que en 1847 Llimiana producía 1.200 cuarteras de trigo, 400 de centeno, 15.000 cargas de vino, 300 de aceite, frutas y patatas. Citaba también como importantes la ganadería (sobre todo de cabras), la caza (conejos, liebres y perdices) y la pesca (truchas, barbos y anguilas). Testimoniaba la presencia de lobos y de rebecos de montaña, y, finalmente, constataba la existencia de seis tejedores, un molino harinero en la Noguera y un trujal, o molino de aceite, en el levante del pueblo.
Durante muchos años, además, Llimiana tuvo mercado los domingos, con asistencia de los vecinos de los pueblos de los alrededores. 

## Lugares de interés

### Histórico
- Villa de Llimiana
- Iglesia de Santa María de Llimiana, de estilo románico
- Ermita de San Andreu de Llimiana, o de la Serra
- Ermita de San Salvador del Bosque
- Casa Bonifaci-Museo de Llimiana

### Paisajístico
- Bosque de Llimiana (ladera septentrional del Montsec de Rúbies)
- Peñasco de la villa de Llimiana
- Vistas sobre el Pantano de Terradets
- Vistas sobre la Cuenca de Tremp
- Vistas desde San Salvador del Bosque sobre Llimiana y el valle del barranco de Barcedana

## Fiestas y tradiciones
La Fiesta Mayor de la villa de Llimiana se celebra el 15 de agosto, día de la Madre de Dios. Durante la misa se cantan los gozos dedicados a la Madre de Dios de la Cinta, patrona de Llimiana:

Puix sou Mare sobirana,

refugi dels pecadors,

agraïda Llimiana 

canta avui vostres favors.

Si Llimiana apretada

es veu en algun treball,

acut amb tota la vall

a vostra imatge sagrada;

sempre experimenten socors

de vostra mà sobirana.

Agraïda Llimiana

canta avui vostres favors.
Gozos en alabanza de la Madre de Dios de la Cinta (fragmento en catalán). Texto anónimo popular.

En la actualidad la Fiesta Mayor está adaptada a los gustos de las fiestas mayores del siglo XXI. Antiguamente, comprendía básicamente los actos religiosos, a los que se le fueron añadiendo otras actividades de carácter laico. Una de los primeras fue la cena de hermandad colectiva, que permite el reencuentro de los hijos del pueblo y sus descendientes que residen en diferentes partes del mundo y, en los últimos años, también el de los fieles veraneantes.
Entre las otras fiestas celebradas en el término municipal de Llimiana, hay que reseñar el Aplec de Sant Andreu, encuentro que tenía lugar el primer domingo de junio, y, sobre todo, el Aplec de Sant Miguel en Hostal Roig. A pesar de que Hostal Roig se encuentra dentro del término municipal vecino de Gavet de la Conca, la feria de ganado que antiguamente se celebraba iba acompañada del Aplec del Santo del Bosque (o San Salvador del Bosque), ermita que sí se sitúa en el término de Llimiana. Actualmente, se sigue subiendo a la ermita del Santo del Bosque el último domingo de septiembre por el camino de las Cien Curvas. Sin embargo, no siempre se celebró en esta fecha, ya que Pascual Madoz, quien pasó por Llimiana en 1847, sitúa la fiesta el 25 de abril. 
San Gervàs y San Protàs, los dos santos hermanos, hijos de San Vidal y Santa Valeria, milaneses del siglo I, suscitaron mucha devoción entre los primeros cristianos, y en Llimiana tienen un rincón especial. A pesar de que no se encuentra en el término municipal de la villa, sino en Gavet de la Conca, la ermita de San Gervàs, próxima al Castilló de Sobirá de Sant Miquel de la Vall, sigue siendo el centro de un importante encuentro que cada año une a toda la gente del valle del río Barcedana y de Llimiana.

Vostres relíquies venera,

Alegre sempre, i ufana,

La vila de Llimiana,

La vall, i tota Noguera;

Puix miracles portentosos

Los feu tan continuats,

Gervàs i Protàs gloriosos,

Siau nostres Advocats.
Gozos de los gloriosos mártires San Gervàs y San Protàs (fragmento en catalán). Texto anónimo popular.

Antiguamente, Llimiana tenía instaurada la tradición de las mayoralas, encargadas de encabezar todo tipo de actos colectivos a lo largo del año, desde el saludo a las novias el día de la boda, hasta ayudar en el cuidado de la iglesia y los objetos sagrados, o hacer colectas cuando era necesario.
También se bailaba un baile de cascabeles durante la procesión que se celebraba con motivo de la fiesta del Rosario, en octubre. Sin embargo, parece ser que esta tradición ya estaba en desuso a principios del siglo XX.
Los cafés de la villa eran muy concurridos los días de fiesta por todo tipo de tertulianos y jugadores, que se reunían alrededor de la estufa cuando el tiempo así lo mandaba; y se organizaban bailes para la gente joven, que participaba muy activamente.
Los habitantes de Llimiana era conocidos en toda la comarca por unos zapatos, llamados cipelles, que se hacían ellos mismos con suela de madera o cuero y atadura de correas o cintas. Este calzado es el origen del apodo, que aún se conserva, con el que se conoce a los habitantes de Llimiana: cipellaires o cipellesos.